# Figwit
Figwit est un nom dérivé des fans pour un Elfe inconnu présent dans la trilogie cinématographique du Seigneur des Anneaux du réalisateur néo-zélandais Peter Jackson, joué par l'acteur et musicien Bret McKenzie des groupes Flight of the Conchords et The Black Seeds. Le nom Figwit provient d'un acronyme pour « Frodo is grea...who is THAT?!? » (Frodon est bie... c'est qui ÇA ?), une expression inventée par la fan Iris Hadad.

## Contexte
Bret McKenzie, un des deux membres du duo de comédie musicale Flight of the Conchords et natif de Wellington, a d'abord joué un petit rôle en tant que figurant dans La Communauté de l'Anneau. Il apparaît siégeant à côté d'Aragorn pendant la scène du conseil à Fondcombe, quand il est décidé que l'Anneau unique doit être détruit, Frodon offre de prendre l'Anneau et de l'amener en Mordor, et Elrond proclame la formation de la Communauté de l'Anneau. L'Elfe fut surnommé "Figwit" par la fan de Tolkien Iris Hadad ; après avoir vu Frodon accepter de prendre l'anneau, il dit « Je le prendrai », le film change d'angle et on peut voir Figwit debout à l'extrême-droite, et la première réaction d'Hadad fut « Frodo is grea...who is THAT »?!? Plus tard, Hadad correspondit avec son ami d'université Sherry de Andres, et les deux créèrent le premier site de fans de Figwit, www.figwitlives.net, l'appelant « Legolas pour la femme pensante, ».
McKenzie apparut encore comme Figwit dans le troisième film, Le Retour du Roi, où il est considéré comme un « Elf Escort ». Il apparaît dans la scène où Arwen part pour les Havres Gris et a une vision de son futur fils, Eldarion, cette fois avec deux lignes de dialogue pour avertir Arwen de ne pas s'attarder, et il crie quand elle retourne en arrière. Le réalisateur Peter Jackson déclare dans le DVD de commentaire du Retour du Roi que Figwit a été rappelé et qu'il a eu un dialogue dans le troisième film « juste pour s'amuser et pour les fans » car  « il y a eu tant d'agitation autour de lui ces deux dernières années ».

## Popularité
Quoiqu'il ne soit apparu que trois secondes dans le premier film, la popularité de Figwit fleurit bientôt, ce qui fit qu'Hadad déclara que « [le site de fans] reçoit beaucoup d'e-mails de gens qui ont pensé être les seuls à remarquer la beauté de l'elfe aux cheveux bruns ». L'apparence physique et le comportement de Figwit sont pour beaucoup dans sa popularité : il a été remarqué pour son mouvement « souple et gracieux », son « énigmatique mélancolie », son « comportement hautain », et son style « farfelu ». Son site de fans le proclame « en un mot, magnifique. Ou un autre, sensationnel... hypnotique... stupéfiant... captivant... faites votre choix, ».
McKenzie déclara que l'obsession pour Figwit est « mystérieuse », quoiqu'il soit « flatté ». Il remarque qu'« il est assez hilarant d'être propulsé par si peu... Je suis célèbre pour n'avoir rien fait, ».

### Dans d'autres médias
Figwit n'apparaît pas dans les écrits de Tolkien et a été créé exclusivement pour les films ; comme tel, il y a peu d'informations authentiques à son sujet, hormis qu'il est une escorte. Le seul endroit « officiel » où le nom de Figwit est utilisé, c'est dans plusieurs séries de cartes publiées par Topps, y compris la série de cartes sur Le Retour du Roi, intitulée « Retour à Fondcombe », et une carte d'Autographe Authentique portant la signature de l'acteur Bret McKenzie. Dans le jeu de cartes à collectionner du Seigneur des Anneaux il se voit assigner le nom d'Aegnor, un des frères de Galadriel dans le Silmarillion. Une figurine articulée de Figwit fut aussi créée, quoiqu'il ait été nommé « Elven Escort », comme dans le film.
Figwit a été un sujet populaire de poésie, d'art, de discussion, filk. il est aussi un sujet populaire dans les slash fanfiction, où il est parfois nommé Melpomaen, une traduction brutale et littérale en elfique de fig (« figue ») et wit (« esprit »), dérivant de melpo, le mot quenya pour fruit (figue), et maen, le mot noldorin pour intelligent ou habile.
Dans le film, Le Hobbit : Un voyage inattendu, Figwit se nomme Lindir.

### Documentaire
En 2004, un documentaire de 57 minutes sur le phénomène Figwit a été créé par la fiancée (et désormais épouse) de McKenzie, Hannah Clarke, et ses amis Stan Alley et Nick Booth. Intitulé Frodo Is Great... Who Is That?!!, il est diffusé pour la première fois lors du Auckland International Film Festival le 23 juillet. Pour « [démêler] l'identité de Bret », il suit McKenzie à l'Edinburgh Festival Fringe, où il rencontre les fans de son « allure d'Elfe », et accorde de longues interviews à ses fans sur les sites de fans de Figwit aussi bien avec Peter Jackson, Barrie Osborne, Mark Ordesky, Ian McKellen, qu'avec d'autres comédiens,. On dit que leur film était « beaucoup plus irrévérencieux et étrange » comparé aux autres documentaires sur les coulisses de la trilogie cinématographique, qui étaient « très axés sur la production, les comédiens et Tolkien ».

## Sources
- (en) Cet article est partiellement ou en totalité issu de l’article de Wikipédia en anglais intitulé « Figwit » (voir la liste des auteurs).